# Edeago

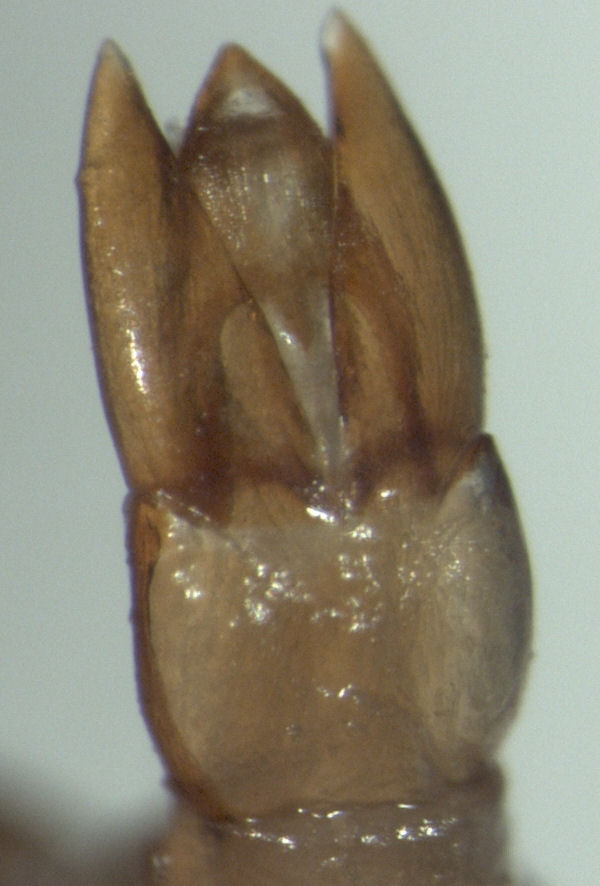
Microfotografía del edeago de un escarabajo hidrofílido Tormissus linsi (vista superior)

El edeago o aedeagus es el órgano copulador intromitente de los insectos machos, a través del cual secretan el esperma desde los testículos durante la cópula con la hembra.
El edeago es parte del abdomen del macho. Los testículos conectan con el edeago a través de los conductos deferentes. Forma parte del falo, una estructura compleja y a menudo con características diferenciales entre especies, compuesta de solapas y ganchos más o menos esclerotizados y que en algunas especies también incluye el pterigopodio, un par de órganos que facilitan el acoplamiento y sujeción del macho a la hembra durante la copulación. Durante la copulación, el edeago conecta con el oviporo de la hembra. El edeago puede ser bastante pronunciado o de tamaño mínimo.
La base del edeago puede ser la faloteca parcialmente esclerotizada, también denominada falosoma o teca. En algunas especies la faloteca contiene un espacio, llamado endosoma (bolsa de alojamiento interno), en su interior puede retraerse el extremo del edeago. Los conductos deferentes en ocasiones vierten en la faloteca junto a la vesícula seminal.
El esperma de los artrópodos no pasa a la hembra en estado líquido con espermatozoides nadadores, sino que contiene cápsulas denominadas espermatóforos que encierran los espermatozoides. Además de los espermatóforos, en algunas especies el edeago también descarga spermatofilax, una bola de secreciones nutrientes para ayudar a la hembra a alimentar a la descendencia.
En los machos de la mayor parte de los lepidópteros, el edeago presenta una vaina apoyada en un órgano (juxta), que se encuentra entre las valvas.